# Wynn Bullock
Wynn Bullock (ur. 18 kwietnia 1902 w Chicago, zm. 16 listopada 1975 w Monterey) – amerykański fotograf.
Do 1937 był śpiewakiem i muzykiem, 1938-1940 studiował fotografię w Art Center School w Los Angeles. W 1948 pod wpływem Edwarda Westona skłonił się ku artystycznej koncepcji fotografii straight photography (fotografia oparta na własnych środkach wyrazu artystycznego), tworzył kolorowe abstrakcje świetlne i poetyckie akty. Jest klasykiem amerykańskiego modernizmu w fotografii.